# Алисанос
Алисанос (лат. Alisanos, Alisaunus) је био древно локално божанство у гало-римској религији. Верује се да је био бог старих шума, а његов култ је био заступљен само у Кот д Ору у Бретањи и Екс ан Провансу.

## Етимологија
Име овог бога је изведено из пра-келтика од alisā што означава јову.

## Паралеле
Алисанос би могао бити повезан са Алисоносом, духом природе, који је поштован у Алесији (историјско насеље у Француској)

## Историјски остаци

### Записи
Једини запис о Алисаносу нађен је и Кот д Ору.